# アメリカ合衆国郵政長官
アメリカ合衆国郵政長官（アメリカがっしゅうこくゆうせいちょうかん、英: United States Postmaster General）は、アメリカ合衆国郵便公社の行政責任者である。アメリカ合衆国郵政総監とも表記。

## 歴史
この役職はその起源をアメリカ合衆国憲法およびアメリカ独立宣言以前まで遡る事が出来る。ベンジャミン・フランクリンは大陸会議によって初代郵政長官に任命され、15ヶ月余りの任期を務めた。
南北戦争中には、アメリカ連合国もジョン・レーガンを長とする独自の連合国郵政省を置いていた。
1971年までは、郵政長官がアメリカ合衆国郵政省の長官であった。それまでのほとんどの期間中、郵政長官はアメリカ合衆国内閣の一員であり、また大統領権限継承順位の最下位を占めた。郵政長官のポストは、新大統領の選挙参謀や政治的貢献者に与えられる事がしばしばあり、単なる名誉職という側面もあった。
郵政省は1971年に、行政府から独立した郵便公社に再編された。これに伴い、郵政長官は内閣から外れ、また大統領権限継承の資格も消滅した。
2020年6月よりアメリカ合衆国郵便公社総裁 兼 最高経営責任者（郵政長官）はルイス・デジョイが務めている。

## アメリカ大陸会議における郵政長官
| 名前                       | 任命年月日    |
| -------------------------- | ------------- |
| ベンジャミン・フランクリン | 1775年7月26日 |
| リチャード・バチェ         | 1776年11月7日 |
| エベニーザー・ハザード     | 1782年1月28日 |

## 閣僚としての郵政長官（1789年から1971年まで）
| 名前                                     | 任命年月日     | 任期中の大統領                     |
| ---------------------------------------- | -------------- | ---------------------------------- |
| サミュエル・オズグッド                   | 1789年9月26日  | ワシントン                         |
| ティモシー・ピカリング                   | 1791年8月12日  | ワシントン                         |
| ジョーゼフ・ハーバーシャム               | 1795年2月25日  | ワシントン, アダムズ, ジェファソン |
| ギデオン・グレンジャー                   | 1801年11月28日 | ジェファーソン, マディソン         |
| リターン・ジョナサン・メグズ (2世)       | 1814年3月17日  | マディソン, モンロー               |
| ジョン・マクレーン                       | 1823年6月26日  | モンロー, J.Q.アダムズ             |
| ウィリアム・テイラー・バリー             | 1829年3月9日   | ジャクソン                         |
| エイモス・ケンドール                     | 1835年5月1日   | ジャクソン, ヴァン・ビューレン     |
| ジョン・ミルトン・ナイルズ               | 1840年5月19日  | ヴァン・ビューレン                 |
| フランシス・グレンジャー                 | 1841年3月6日   | ハリソン, タイラー                 |
| チャールズ・アンダーソン・ウィックリフ   | 1841年9月13日  | タイラー                           |
| ケイヴ・ジョンソン                       | 1845年3月6日   | ポーク                             |
| ジェイコブ・コラマー                     | 1849年3月9日   | テイラー                           |
| ネイサン・ケルシー・ホール               | 1850年7月23日  | フィルモア                         |
| サミュエル・ディキンソン・ハバード       | 1852年8月31日  | フィルモア                         |
| ジェイムズ・キャンベル                   | 1853年3月7日   | ピアース                           |
| アーロン・ヴェナブル・ブラウン           | 1857年3月6日   | ブキャナン                         |
| ジョーゼフ・ホルト                       | 1859年3月14日  | ブキャナン                         |
| ホレイショ・キング                       | 1861年2月12日  | ブキャナン, リンカン               |
| モンゴメリー・ブレア                     | 1861年3月5日   | リンカーン                         |
| ウィリアム・デニソン                     | 1864年9月24日  | リンカーン, A.ジョンソン           |
| アレクサンダー・ウィリアムズ・ランドール | 1866年7月25日  | A.ジョンソン                       |
| ジョン・クレスウェル                     | 1869年3月5日   | グラント                           |
| ジェイムズ・ウィリアム・マーシャル       | 1874年7月3日   | グラント                           |
| マーシャル・ジュウェル                   | 1874年8月24日  | グラント                           |
| ジェイムズ・ノウブル・タイナー           | 1876年7月12日  | グラント                           |
| デイヴィッド・マッケンドリー・キー       | 1877年3月12日  | ヘイズ                             |
| ホーレス・メイナード                     | 1880年6月2日   | ヘイズ                             |
| トマス・レミュエル・ジェイムズ           | 1881年3月5日   | ガーフィールド, アーサー           |
| ティモシー・ハウ                         | 1881年12月20日 | アーサー                           |
| ウォルター・グレシャム                   | 1883年4月3日   | アーサー                           |
| フランク・ハットン                       | 1884年10月14日 | アーサー                           |
| ウィリアム・ヴァイラス                   | 1885年3月6日   | クリーヴランド                     |
| ドン・ディキンソン                       | 1888年1月6日   | クリーブランド                     |
| ジョン・ワナメイカー                     | 1889年3月5日   | B.ハリソン                         |
| ウィルソン・ビッセル                     | 1893年3月6日   | クリーブランド                     |
| ウィリアム・ウィルソン                   | 1895年3月1日   | クリーブランド                     |
| ジェームズ・A・ゲリー                    | 1897年3月5日   | マッキンリー                       |
| チャールズ・E・スミス                    | 1898年4月21日  | マッキンリー, T.ローズヴェルト     |
| ヘンリー・C・パイン                      | 1902年1月9日   | T.ルーズベルト                     |
| ロバート・J・ワイン                      | 1904年10月10日 | T.ルーズベルト                     |
| ジョージ・コーテルユー                   | 1905年3月6日   | T.ルーズベルト                     |
| ジョージ・フォン・レンガーク・マイヤー   | 1907年1月15日  | T.ルーズベルト                     |
| フランク・H・ヒチコック                  | 1909年3月5日   | タフト                             |
| アルバート・S・バーレソン                | 1913年3月5日   | ウィルソン                         |
| ウィル・H・ヘイズ                        | 1921年3月5日   | ハーディング                       |
| ヒューバート・ワーク                     | 1922年3月4日   | ハーディング                       |
| ハリー・S・ニュー                        | 1923年2月27日  | ハーディング, クーリッジ           |
| ウォルター・F・ブラウン                  | 1929年3月5日   | フーヴァー                         |
| ジェームズ・A・ファーレイ                | 1933年3月4日   | F.ローズヴェルト                   |
| フランク・C・ウォーカー                  | 1940年9月10日  | F.ルーズベルト, トルーマン         |
| ロバート・E・ヘネガン                    | 1945年5月8日   | トルーマン                         |
| ジェシー・M・ドナルドソン                | 1947年12月16日 | トルーマン                         |
| アーサー・E・サマーフィールド            | 1953年1月21日  | アイゼンハワー                     |
| J・エドワード・デイ                      | 1961年1月21日  | ケネディ                           |
| ジョン・グロノウスキー                   | 1963年9月30日, | ケネディ, L.ジョンソン             |
| ラリー・オブライエン                     | 1965年11月3日  | L.ジョンソン                       |
| W・マーヴィン・ワトソン                  | 1968年4月26日  | L.ジョンソン                       |
| ウィントン・ブローウント                 | 1969年1月22日  | ニクソン                           |

## 郵便公社総裁（1971年から現在まで）
| 名前                               | 任命年月日    |
| ---------------------------------- | ------------- |
| ウィントン・ブローウント           | 1971年7月1日  |
| E・T・クラーセン                   | 1972年1月1日  |
| ベンジャミン・F・ベイラー          | 1975年2月16日 |
| ウィリアム・F・ボルジャー          | 1978年3月15日 |
| ポール・N・カーリン                | 1985年1月1日  |
| アルバート・ヴィンセント・ケーシー | 1986年1月7日  |
| プレストン・ロバート・ティッシュ   | 1986年8月16日 |
| アンソニー・M・フランク            | 1988年3月1日  |
| マーヴィン・T・ラニアン            | 1992年7月6日  |
| ウィリアム・J・ヘンダーソン        | 1998年5月16日 |
| ジョン・E・ポッター                | 2001年6月1日  |
| パトリック・R・ドナホー            | 2010年12月6日 |
| ミーガン・J・ブレナン              | 2015年2月1日  |
| ルイス・デジョイ                   | 2020年6月16日 |